# エレナ (ブルガリア)
エレナ（Elena (ブルガリア語: Елена [ɛˈlɛnɐ])）は、ブルガリア北東部の町、およびそれを中心とした基礎自治体。ヴェリコ・タルノヴォ州に属する。バルカン山脈の中心に位置し、ヴェリコ・タルノヴォから南西に42キロメートルである。地域は高山リゾート地と地元料理で知られる。ゴルナ・オリャホヴィツァからの鉄道線の終点がある。
エレナは15世紀以前に形成された集落である。18世紀から19世紀の間、エレナは職人と交易、教育の中心地として発展した。民族復興期の建築物群が保存されており、その数は合計で130にのぼる。壁が隣り合う建築は魅力的な路地風景を作り出している。家々は石の土台と白塗りあるいは木の壁で作られ、上の階は外側へ張り出している。

## 地理

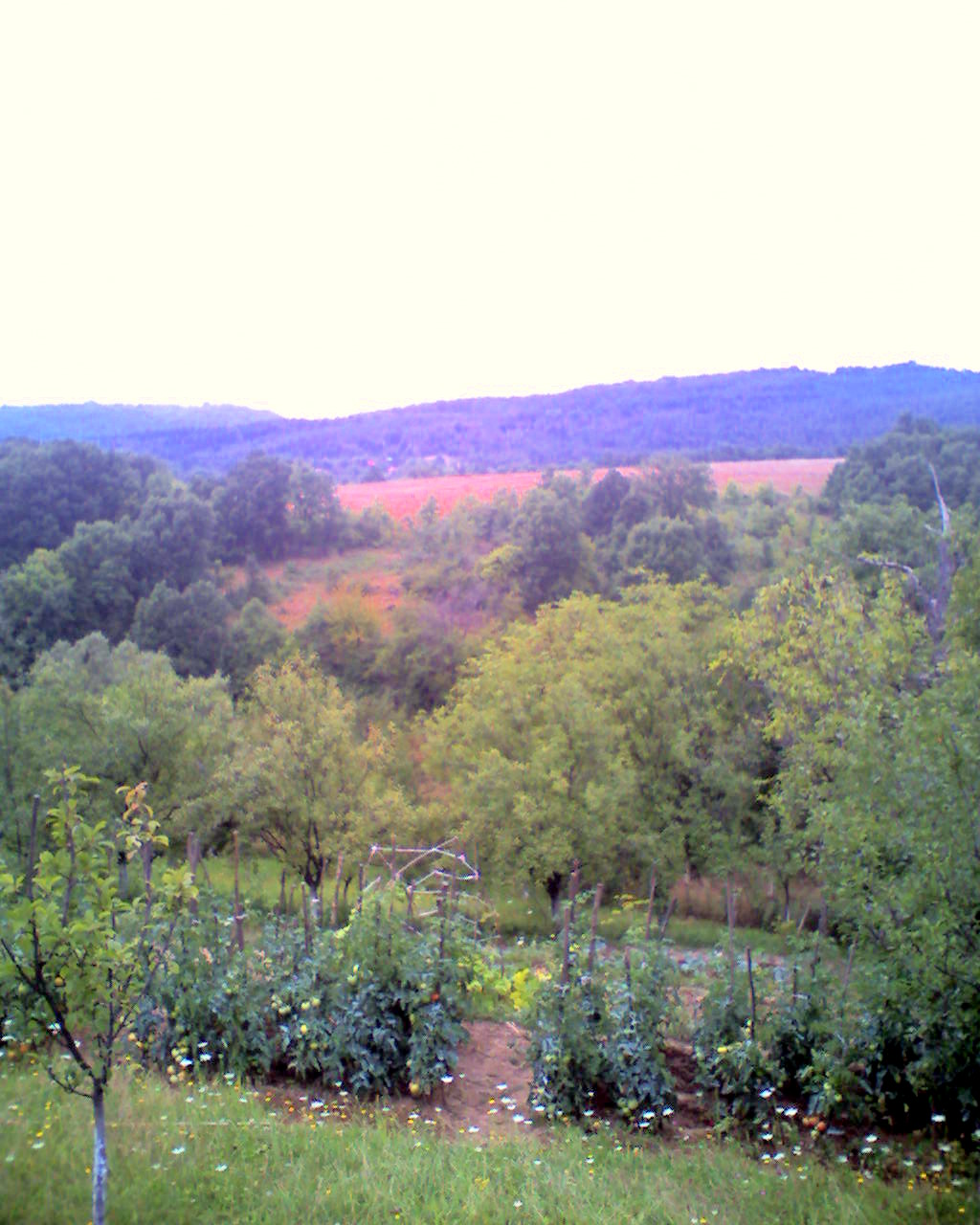
バルカン山脈中央部の風景、エレナ、ブルガリア

エレナは美しい景色に恵まれた町であり、樹木の豊かなエレナ・バルカン山脈のふち、エレナ川の渓谷に位置している。エレナの北には丘陵地帯があり、南はバルカン山脈である。町の北にはチュカニ丘陵（Горни Чукани / Gorni Chukani）があり、マツの木の中にかつての気象・健康学校の建物がある。丘の上には石灰岩や砂岩でできた高台がある。

## 町の始まりに関する伝説
エレナの町の起こりに関して、多くの伝説が残されているが、その中で最も興味深いものに、2人の愛の物語がある。その伝説では、バルカン山脈の中の原生林に、ひとつの小道があったと言われる。幸せな新婚の夫婦がこの小道を通った。新婦はクピノヴォ（Къпиново / Kapinovo）出身で名をエレナといい、新郎はトヴルディツァ（Твърдица / Tvarditsa）出身で名をサムイル（Самуил / Samuil）といった。彼らの結婚式を山賊が襲撃した場所が、こんにちのエレナの町の場所であったという。襲撃者たちは女を取り込むことができず、彼女はコナシュキヤ橋（Конашкия мост / Konashkiya most、「トルコ人の警察署」橋）の前で殺害されてしまう。彼女はクルスタ（Кръста / Krasta、十字）と呼ばれる場所に横たえられ、後に教会の敷地へと移された。サムイルが後に首を切られた場所はサムイレツ（Самуилец / Samuilets）と呼ばれるようになった。サムイルの両親は息子の死を深く悲しみ、この土地を新婦の名をとってエレナと命名し、居住するようになったと伝えられる。

## 歴史
1430年以降、町はストルメナ（Стръмена / Stramena）とエリャナ（Еляна / Elyana）として知られている。町は工芸と交易、文化的な拠点として18世紀から19世紀にかけて発達した。ブルガリア民族復興において、町自身もその市民も大きな役割を果たしてきた。エレナの人々はこの時代の大きな出来事のほぼ全てに関わっているといわれ、たとえば1835年のヴェルチョ（Велчо / Velcho）事件、1862年のタルノヴォ蜂起などに実際に関わっている。
町には、1834年に創立されたかつての学校ダスカロリヴニツァ（Даскалоливница / Daskalolivnitsa）があり、未来の教師たちがここで教えを受けた。現在では展示施設として改装されている。聖ニコライ聖堂（聖ニコラ聖堂、Църква "Свети Никола" / Tsarkva Sveti Nikola）は16世紀の聖堂で、価値の高い壁画やイコンを有している。3つの身廊を持った生神女就寝聖堂（църквата "Успение на Пресвета Богородица" / Tsarkvata Uspenie na Presveta Bogoroditsa）は1837年に全体が完成した。時計塔には古いからくり仕掛けがついており、町で最も高いところに設置されている。
エレナの町はかつて、「ブルガリアのベツレヘム」と呼ばれた。それは、町に3つの教会があったためであり、この当時の他の町ではあまりない光景であったためである。

### 聖ニコライ教会
エレナで最も神聖な場所は聖ニコライ聖堂であろう。聖堂は16世紀には既に建っていたことが確認されている。ドイノ・グラマティク（Дойно Граматик / Doyno Gramatik）の詩篇には「この本は1518年、聖ニコラ教会に捧げられる」と記されている。教会はそのころには既に図書の収蔵があり、エレナとタルノヴォ文学校（Търновската книжовна школа / Tarnovskata knizhovna shkola）との架け橋となっていた。教会には多くの古い羊皮紙の手書き文書が収蔵されている。また教会には、それらの図書を維持し、他に貸し出す専門の神品 (正教会の聖職)がいた。聖ニコライ聖堂は、エレナを取り巻く村々のなかで唯一のものであった。村人たちは普段の奉神礼を地元の小さな教会の敷地内で受けていた。彼らは、彼らの聖人の日（大天使、聖ニコライ、聖イリヤ）には聖体礼儀をした。彼らは香炉を使用しない代わりに、割れた屋根瓦の上にある台の上で香を焚いていた。周囲の村人たちは日曜日には聖ニコライ教会のあるエレナへやってきた。教会の日は後に市場の日となった。その後、村人たちは年に3回、それぞれ3日間にわたる祭りを始めるようになった。
1800年4月23日の聖ゲオルギの日、エレナはムスリムの部族（クルジャリ、Кърджалии / Kardzhalii）に襲撃され、聖ニコライ聖堂は収蔵していた多くの図書とともに焼き払われた。オスマン帝国の当局の許可なく、エレナの人々は聖堂の再建を始めた。彼らは秘密のうちに40日間で聖堂を再建した。彼らは襲撃者に見つからないように、地面に穴を掘って聖堂を地中へ埋め込んでいた。1804年、豊かな人や貧しい労働者たちからの多くの寄付によって、聖堂は元の姿へと再建された。
聖堂の再建にはハッジ・イヴァン・キショフ（хаджи Иван Кисьов / hadji Ivan Kisyov）によって指揮された。キショフはイスタンブールにてスルタンの母に拝謁し、エレナの人々の納税の見返りとして、彼らを救済する必要があると説得した。地域の交易の監督者が、エレナに違法に聖堂を建築していないか調査を命じたと知ったハッジ・イヴァン・キショフは、一晩のうちに石灰と木炭を溶いて聖堂の外壁を覆った。これによって壁は古くすすけて見えるようになった。キショフは調査団を丁重に迎え入れ、30枚の金貨を渡し、聖堂を示してこういった。「我が政府を歓迎する。エレナの人々は聖堂を建設したのではなく、既存の古い脱穀場を修復しただけであると伝えて欲しい。」
聖堂の外観は要塞のようである。壁は石造りで、1メートルの厚みを持っている。小さな窓には鉄の格子があり、祭壇は銃眼のようである。扉は厚いオークの板を鉄で打ちつけられており、頑丈で独特の機構で施錠されている。屋根は重厚な石版で覆われている。聖堂は1805年3月25日の生神女福音の日に成聖された。祭壇の左側に立てられた石碑には「聖堂は賊に焼き払われた後、元の姿へと再建された」とある。しかしながら、収蔵されていた歴史的な書物の逸失は大きな損失である。
ドイノ・グラマティクは12人の教会への寄進者の名を記録している。そのうちのひとりはストヤン・ミハイロフスキ（Стоян Михайловски / Stoyan Mihaylovski）がいる。ストヤン・ミハイロフスキはイラリオン・マカレオポルスキ（Иларион Макариополски / Ilarion Makariopolski）の父親である。現在、聖堂には340の古い書物が収められている。
エレナ出身の有名なイコン画家であるダヴィト（Давид / David）とヤコフ（Яков / Yakov）によって聖ニコライ教会は完全に装飾が施された。彼らは1817年から1818年ごろに装飾を完成させた。壁画は荘厳なものであり、国家的な文化遺産となっている。モラフの聖メトディイ、ソフィアの聖ゲオルギ・ノヴィ、セルビアの聖サヴァ、オフリドの聖クリメントなどのイコンがある。オフリドの聖クリメントのイコンはブルガリアでもマケドニアでも稀なものである。木造のイコノスタシス（聖障）や主教の席もまた価値の高いものである。

### 生神女就寝教会
より新しい聖堂である生神女就寝聖堂は1800年にルセ＝タルノヴォ地区の統治者であるスマイル・アガ（Smail Aga）の認可のもとで建造された。この聖堂は1813年により本格的なものに改修された。時がたつにつれ、木造の建物は町の需要に応えきれなくなった。エレナの人々は新しい、より大きな聖堂を作ることにした。彼らは要塞の城壁カレト（Калето / Kaleto）を取り壊し、その石材を利用することにした。彼らがこの決定をした理由に、要塞にトルコ人が住みつくのを阻止する目的があった。聖堂は、エレナに程近いボレルツィ（Болерци / Bolertsi）出身の職人ミホ（Михо / Miho）によるものである。建物全体とその建造、素材、詳細な美術的装飾、特に内装には市民たちの自信とこれを手がけたミホの情熱や勇気がよく表れている。彼はコリュ・フィチェト（Колю Фичето、Kolyu Ficheto）と同時代の人物である。建設は1836年から始められ、1837年に完成した。聖堂は同年の8月28日に成聖された。
教会が修復された1861年、そのことを示したものが西の壁のコーニスの上に残された。鐘楼は独立した建物となっており、1912年に建造されたが、1925年に火災によって一部が失われた。また、イコノスタシスも焼失した。新しいイコノスタシスはゴルギ・キロフ（Горги Киров / Gorgi Kirov）によって作られ、イコンはエレナ出身の芸術家フリスト・ベルベロフ（Христо Берберов / Hristo Berberov）によって作られた。

### 生神女誕生教会
3つめの教会は生神女誕生聖堂で、聖ニコライ聖堂と同様に多くの財産を持っており、町とともに発展してきた。1812年、小さな聖堂がハッジ・ヨルダン・ブラダタ（хаджи Йордан Брадата / hadji Yordan Bradata）の監督によって、ハッジ・パナヨト（хаджи Панайот / hadji Panayot）およびハッジ・ディミタル・ラスカノフ（хаджи Димитър Разсуканов / hadji Dimitar Razsukalov）によって寄進された土地に建てられた。タルノヴォでは、またしても聖堂が秘密裏にスルタンの許可なく建てられたと報告された。ハッジ・ヨルダン・ブレダタは調査団による査察を前に建物の外観を偽装した（ハッジ・イヴァン・キショフがこの数年前にしたのと同様である）。ヨルダン・ブレダタは、小屋を建て、ウマを聖堂につなぎとめ、聖堂を馬小屋に見えるようにした。聖堂とその近くに建てられた小室は、主に若い修道女のための修道院として使用された。伝説によれば、ヨルダン・ブレダタの妻は、ブレダタが絞首刑に処された後、修道女としてこの修道院に入ったと伝えられる。ヴェルチョ事件の共謀者たちは、プラコヴォ（Плаково / Plakovo）の聖イリヤ修道院（манастир "Св.Илия" / Manastir Sv. Iliya）ヨルダン・ブレダタのイコンの前で宣誓した。1859年7月20日、生神女誕生聖堂の木造の壁は火災によって焼き払われた。彼らは新しい聖堂を建造しはじめ、1865年に完成した。新しい聖堂は若い職人のコリョ・ペトコフ（Кольо Петков / Kolyo Petkov）によって作られた。コリョ・ペトコフはトリャヴナ（Трявна / Tryavna）出身で、コリュ・フィチェト（Колю Фичето、Kolyu Ficheto）の弟子である。翌年、聖堂の隣に作られた新しい部屋は女子学校として開設された。学校は1894年まで機能した。
1877年11月22日の露土戦争において、町は破壊され、略奪者によってイコノスタシスは破壊され、聖堂の外に穀物貯蔵庫が作られた。「ブルガリアの伝道者たち」と題されたイコンでは、スラヴ語による伝道者でブルガリアの亜使徒である聖キュリロスと聖メトディオスが描かれ、教会の重要な財産であった。このイコンは、1866年にエレナの人々の求めに応じてスタニスラフ・ドスペフスキ（Станислав Доспевски / Stanislav Dospevski）によって描かれたものである。イコンは15年にわたって教会に保管され、その後に公立学校へ贈られた。現在ではこのイコンは町の文化・歴史複合施設ダスカロリヴニツァ（Даскалоливница / Daskalolivnitsa）に収められている。
1966年、聖堂の建築が補強された。北の扉の上にある教会の壁画の復元によって、教会の守護聖人である聖ニコライを描いた浮き彫りのイコンが、埋め込まれた石のスライドとともに見つかった。1987年、聖堂は完全に復興され、訪問者に開かれた。

### カレト
カレト要塞の跡はエレナの上の丘に位置している。クルジャリ襲撃のころ、そこには巨大な石の要塞があった。その頂点には見張りがいて、クルジャリの襲来に目を光らせていた。見張りはクルジャリの襲来を発見すると、警告を発して知らせ、全ての教会の鐘が鳴らされる。これによってレナの人々は速やかにカレトに向かい、略奪者の襲来から身を守る。クルジャリによる略奪活動が終わると、カレト要塞はオスマン帝国軍の駐屯地として使用された。1836年、生神女生誕教会が建造される際、解体されたカレトの城壁が建材として使用された。

## 文化遺産
147の文化的造形物が保存され、うち7つは国家的に重要な遺産に指定されている。
- イラリオン・マカレオポルスキの生家
- 時計塔
- 文化・歴史複合施設ダスカロリヴニツァ
- 聖ニコライ聖堂
- 生神女生誕聖堂と鐘楼
- ラズクサノフの5つの家
- ニコラの家

エレナの町には6,000を超える民俗学的遺物、780の民族復興やモダン芸術の作品、多くの古代の文献が保存されている。 

## 博物館
- 文化・歴史複合施設ダスカロリヴニツァ
- イラリオン・マカレオポルスキ邸博物館
- 古生物学博物館
- ヨルダン・ハジペトコフ邸

## 自然遺産
エレナには自然の遺産も残されている。
- マルコの石：怪力の王マルコによって投げられたと伝えられる巨石
- ラエフ石
- 象の木：樹齢1,300年の巨大なオークの木で、低くて太い枝を1本有する姿が象のように見える
- フリスティフツィの滝
- チュメリア峰
- オストレツ峰 - 死火山
- シマノヴォ峰

## 食文化
- エレンスキ・ブト（『エレナのモモ肉』、Elenski but）
- エレナ（フィレ肉、Елена）
- エレナのスリヴォヴァ（プラム・ラキヤ）: バルカン山脈中部の南側に見られるブドウを豊富に使ったラキヤとは異なり、その北側ではブドウではない果実の栽培に適している。そのため、この地方では果実を利用したスピリッツの生産が古くから行われている。他の地方に土地を所有している豊かな地主なら、自らの土地でブドウを作りワインを得ることができるが、地元民の間ではプラムのラキヤを生産する習慣が根付いている。

## 町村
エレナ基礎自治体（Община Елена）には、その中心であるエレナをはじめ、以下の町村（集落）が存在している。
- Аплаци
- Багалевци
- Бадевци
- Баевци
- Баждари
- Балуци
- Беброво
- Бейковци
- Берковци
- Блъсковци
- Богданско
- Бойковци
- Босевци
- Брезово
- Бръчковци
- Буйновци
- Бялковци
- Валето
- Велковци
- Велювци
- Веселина
- Високовци
- Вълчовци до Майско
- Вълчовци до Яковци
- Вързилковци
- Габрака
- Ганев дол
- Глоговец
- Големани
- Горни край
- Горни Танчевци

- Горска
- Граматици
- Гърдевци
- Давери
- Дайновци
- Дебели рът
- Добревци
- Долни Марян
- Долни Танчевци
- Донковци
- Драгановци
- Драгийци
- Драгневци
- Дрента
- Дуковци
- Дърлевци
- Елена
- Зеленик
- Иванивановци
- Игнатовци
- Илаков рът
- Илиювци
- Каменари
- Кантари
- Караиванци
- Карандили
- Киревци
- Кожлювци
- Козя река
- Колари
- Константин

- Косевци
- Костел
- Котуци
- Крилювци
- Крумчевци
- Лазарци
- Лесиче
- Майско
- Марафелци
- Мариновци
- Марян
- Махалници
- Мийковци
- Миневци
- Мирчовци
- Мъртвината
- Недялковци
- Нешевци
- Николовци
- Николчовци
- Ничовци
- Нюшковци
- Палици
- Папратлива
- Пейковци
- Петковци
- Попрусевци
- Попска
- Радовци
- Райновци
- Ралиновци

- Раювци
- Ребревци
- Руховци
- Светославци
- Средни колиби
- Стойчевци
- Стояновци
- Султани
- Събковци
- Титевци
- Тодювци
- Томбето
- Топузи
- Трънковци
- Тумбевци
- Тънки рът
- Търкашени
- Угорялковци
- Харваловци
- Христовци
- Хъневци
- Цвеклювци
- Чавдарци
- Чакали
- Червенковци
- Черни дял
- Шиливери
- Шилковци
- Шубеци
- Яковци